# Saint-Léopardin-d'Augy
Saint-Léopardin-d'Augy är en kommun i departementet Allier i regionen Auvergne-Rhône-Alpes i de centrala delarna av Frankrike. Kommunen ligger  i kantonen Lurcy-Lévis som ligger i arrondissementet Moulins. År 2022 hade Saint-Léopardin-d'Augy 364 invånare.

## Befolkningsutveckling
Antalet invånare i kommunen Saint-Léopardin-d'Augy
Referens: INSEE